# Иванов, Александр Константинович (химик)
Александр Константинович Иванов (1879—1926) — российский, советский химик-технолог, один из организаторов высшего профессионального образования в России и СССР. 2-й ректор Московского химико-технологического института имени Д. И. Менделеева (1922).

## Биография
Выпускник ИМТУ 1903 года. Инженер-технолог. Совершенствовался в Карлсруэ. Затем занимался постройкой и консультацией заводов химической промышленности.
С 29 октября 1903 года «в учебной службе Министерства народного просвещения».
С 1907 года в Московском промышленном училище вёл предмет «Химические производства» (3 часа в неделю).
Член Коллегии по управлению Московским химическим техникумом (МХТ, 1918), второй ректор Московского практического химико-технологического института (МПХТИ, 1922), заведующий научно-учебной частью (1922), член правления (проректор) МПХТИ (1922). Первый заведующий кафедрой общей и аналитической химии МХТИ.
Один из старейших профессоров института (с 1911). Совместно с В. П. Пантелеевым возглавлял химико-минералогическую комиссию МХТ (1918). Член комиссии по защите дипломных проектов и работ на соискание звания инженера-технолога (1923). Руководитель лаборатории качественного и количественного анализа (1927). Создатель курса «Технология воды и топлива». При выборах на Совете МПХТИ в кандидаты в члены правления по единственному объединенному списку Президиумом ВСНХ РСФСР была дана следующая справка об А. К. Иванове:

«Профессор, инженер-технолог, 20 лет педагогического стажа. Работал за границей в Политехникуме в Карлсруэ. Спроектированы им и вы строены ряд заводов химической промышленности. Состоял директором крупного химического завода. Беспартийный».

Скоропостижно умер в апреле 1926 года в Москве на собрании, посвященном чествованию группы старых служащих института, во время произнесения им приветственной речи.

## Труды
- Сахар // Сост. А. К. Иванов. М.: Комиссия по техн. и проф. образованию при Учебном отделе Общества распространения технических знаний, 1906.
- Товароведение для торговых школ. Ст.1. М, 1911 (совм. с В. С. Смирновым).
- Объемный анализ/Сост. А. К. Иванов, руководитель практических занятий в Лаборатории количественного и качественного анализа. Московское промышленное уч. в память 25-летия царствования императора Александра II. М., 1911.
- Первые шаги в качественном анализе. Практические работы по химии. М, 1911.
- Практика товароведческих исследований. М, 1913 (совм. с А. Г. Архангельским).
- Пищевые продукты. М., 1921 (совм. С В. С. Смирновым).
- Качественный анализ. М: Изд. бюро при Менделеевском институте, 1925.
- Количественный анализ. М.: Изд. Бюро при Менделеевском институте, 1925.